# Kingsley Okoroh
Kingsley Uzochukwu Okoroh (nacido el 24 de abril de 1995 en Watford, Inglaterra es un jugador de baloncesto profesional británico con ascendencia nigeriana que juega en el London Lions de la British Basketball League. Es internacional por Gran Bretaña.

## Carrera deportiva
Es un pívot que destaca por ser taponador, formado en los California Golden Bears, de la NCAA y en su último año como universitario promedió 5,6 puntos, 5,4 rebotes y 2,06 tapones.
En agosto de 2018 el jugador firma por una temporada con el Araberri Basket Club para jugar en Liga LEB Oro, siendo su primera experiencia como profesional.
En septiembre de 2019, se incorpora a las filas del HLA Alicante para disputar la Liga LEB Oro en la temporada 2019-20.
En agosto de 2020, firma con el London Lions de la British Basketball League.

## Clubs
- Araberri Basket Club (2018-2019)
- HLA Alicante (2019-2020)
- London Lions (2020-act.)